# Haarspeld

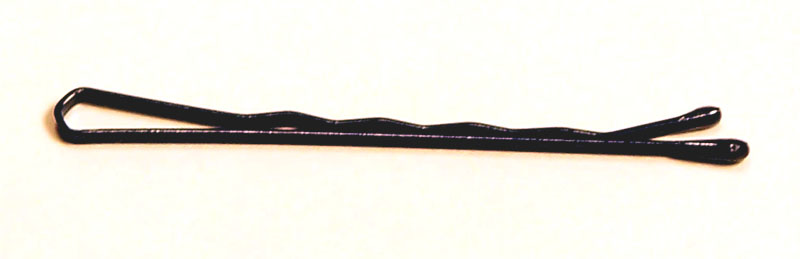
21e-eeuwse haarspeld, een haarschuifje

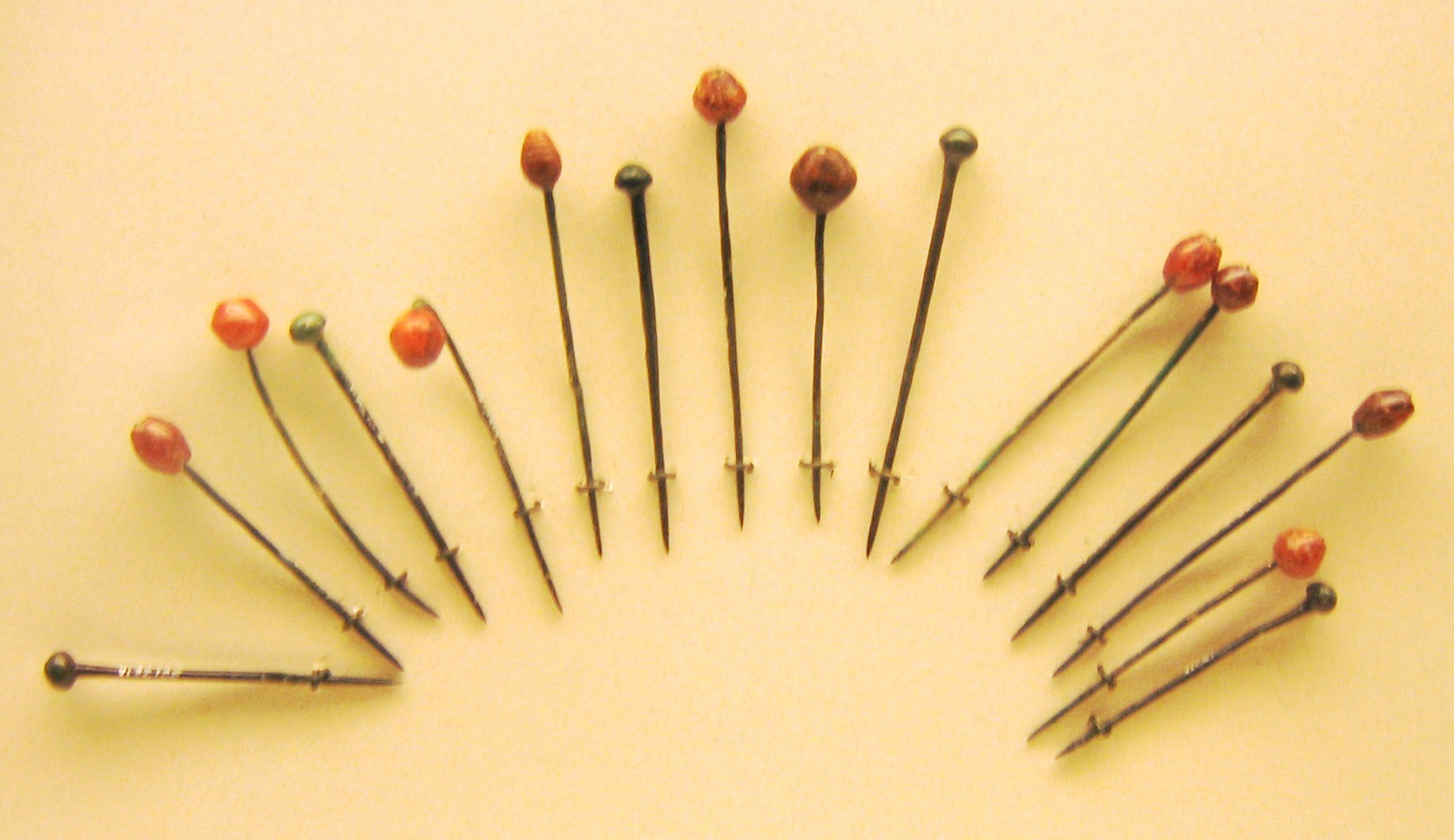
Haarspelden uit de Hallstattcultuur, circa 600 v.Chr.

Een haarspeld is een hulpmiddel waarmee het hoofdhaar kan worden opgestoken of vastgezet. Een veelvoorkomend type is gemaakt van elastisch metaaldraad dat halverwege dubbelgebogen is, het haarschuifje. Een van de helften is in een golflijn gebogen voor meer grip op de haarlok. Een vergelijkbaar type, uit twee tegen elkaar liggende delen, werd al gebruikt in de Egyptische en Romeinse beschavingen.
Een speld met een scherpe punt kan de hoofdhuid beschadigen, daarom hebben veel haarspelden een bolletje van bijvoorbeeld hars of kunststof aan elk eind. Haarspelden kunnen opvallend vormgegeven zijn en dan een dubbelfunctie of hoofdfunctie als haarsieraad hebben.
Zilver, koper, messing, ivoor, hout en been zijn gebruikelijk materiaal voor antieke haarspelden.